# دفترچه خاطرات یک پسربچه بی‌عرضه (فیلم ۲۰۲۱)
دفترچه خاطرات یک پسربچه بی‌عرضه (به انگلیسی: Diary of a Wimpy Kid) یک فیلم انیمیشن کمدی آمریکایی محصول سال ۲۰۲۱ به کارگردانی سوئینتون اسکات، بر اساس فیلمنامه‌ای از جف کینی است. صداپیشه‌های این فیلم برادی نون، اتان ویلیام چیلدرس، کریس دیامانتوپولوس، اریکا سرا، و هانتر دیلون می‌باشند.

## داستان
گرگ هفلی یک بچه جاه طلب با تخیل فعال و برنامه‌های بزرگ برای ثروتمند شدن و مشهور شدن است. مشکل این است که او ابتدا باید از دوران راهنمایی جان سالم به در ببرد.

## انتشار فیلم
این فیلم در ۳ دسامبر ۲۰۲۱ توسط کمپانی دیزنی پلاس منتشر شد.

## بازخورد منقدین
بر اساس رای ۴ منتقد، امتیاز ۵۰ از ۱۰۰ را به فیلم اختصاص داده‌است که نشان دهنده «نقدهای مختلط یا متوسط» است.